# Katianna australis
Katianna australis är en urinsektsart. Katianna australis ingår i släktet Katianna och familjen Katiannidae.

## Underarter
Arten delas in i följande underarter:
- K. a. australis
- K. a. tillyardi